# Juan Hernaz
Juan Ángel Muñiz Hernaz (Gijón, 1975).
Diseñador gráfico e ilustrador profesional.

Licenciado en Bellas Artes, Universidad de Salamanca, en Diseño Gráfico y Audiovisuales, funda su propio estudio en 2000. Como ilustrador, su trabajo ha sido reconocido con diversos premios (San Marcos, Salamanca, 1993; Certamen de Jóvenes Ilustradores de Castilla y León, de 1998 a 2005), y ha celebrado exposiciones itinerantes, colectivas e individuales, en España y Portugal. Ha ilustrado múltiples proyectos para editoriales como Auseva, Everest, El Oriente de Asturias (división editorial, colección "Temas Llanes"), el Real Instituto de Estudios Asturianos, IMC - Ayuntamiento de Burgos, Ayuntamiento de Gijón, Junta de Castilla y León, etc.

Como ilustrador heráldico ha participado en la edición de diversos artículos y compendios de los apellidos asturianos, en colaboración con el historiador asturiano, etnólogo y heraldista Elviro Martínez.